# Пол Агостіно
Пол Агостіно (англ. Paul Agostino, нар. 9 червня 1975, Аделаїда) — австралійський футболіст, що грав на позиції нападника.
Виступав, зокрема, за клуби «Янг Бойз», «Мюнхен 1860» та «Аделаїда Юнайтед», а також національну збірну Австралії, у склады якої став чемпіоном Океанії 2000 року.

## Клубна кар'єра
Народився 9 червня 1975 року в місті Аделаїда. Вихованець футбольної школи клубу «Солсбері Юнайтед», що виступав у чемпіонаті штату Південної Австралії. На національному рівні дебютував 1991 року виступами за команду «Вест Аделаїд», в якій провів один сезон, взявши участь у 17 матчах чемпіонату.
У 1992 році Агостіно поїхав до Європи і став гравцем швейцарського Янг Бойза", в якому провів 2,5 сезони, але був резервним нападником. Тим не менш це був безцінний досвід тому що він мав змогу адаптуватися до європейського життя та футболу. Саме у Швейцарії він навчився розмовляти німецькою мовою, що пізніше допомогло йому переїхати до Німеччини.
На початку 1995 року Пол став гравцем іншого місцевого клубу «Івердон Спорт», але вже влітку перейшов до англійського «Бристоль Сіті». Там австралієць почав забивати більш регулярно, забивши за два сезони 26 голів у Другому дивізіоні (третій рівень англійського клубного футболу).
Завдяки цьому 22-річного гравця помітили клуби вищих дивізіонів і 1997 року він перейшов до німецького «Мюнхена 1860». 22 серпня він дебютував у німецькій Бундеслізі поразкою 0:1 вдома проти «Ганзи» (Росток). 19 листопада того ж року він забив свій перший гол у Бундеслізі, завдяки чому його клуб виграв 1:0 у «Кельна». У 2000 році він зайняв з клубом 4-е місце в чемпіонаті, що дозволило йому зіграти у Лізі чемпіонів. У сезоні 2000/01 Агостіно став найкращим бомбардиром «левів» у лізі, забивши 12 голів. Втім надалі результтати команди стали погіршуватись і 2004 року команда вилетіла до Другої Бундесліги. Тим не менш австралієць залишився у команді. виступаючи за неї до кінця сезону 2007/08. Загалом Агостіно відіграв за клуб з Мюнхена десять сезонів своєї ігрової кар'єри.
У лютому 2007 року було оголошено, що команда А-Ліги «Аделаїда Юнайтед» домовилася про дворічний контракт з Агостіно, в результаті якого нападник повернувся до рідного міста вперше за 15 років. 30 грудня 2008 року було оголошено, що Агостіно завершить ігрову кар'єру наприкінці сезону 2008/09.
У 2011 році він повернувся до Мюнхена, де народилася його дружина Моніка, маючи на меті постійно оселитися там. Там він спільно  зі своїм колишнім товаришем по команді Романом Тице відкрив футбольну школу під назвою MunichSoccerCamp. 

## Виступи за збірні
1991 року у складі юнацької збірної Австралії (U-17) був учасником юнацького чемпіонату світу 1991 року, де відзначився хет-триком у матчі проти Мексики (4:3) і дійшов з командою до чвертьфіналу.
1993 року залучався до складу молодіжної збірної Австралії, з якою був учасником молодіжного чемпіонату світу 1993 року, а з командою до 23 років брав участь у Олімпійських іграх 1996 року в Атланті, де зіграв у одному матчі, але його команда не вийшла з групи.
24 квітня 1996 року дебютував в офіційних матчах у складі національної збірної Австралії в товариській грі проти Чилі (0:3). У 2000 році в складі збірної став володарем Кубка націй ОФК, забивши на турнірі 2 голи. Протягом кар'єри у національній команді, яка тривала 10 років, провів у її формі 15 матчів, забивши 3 голи.

## Титули і досягнення
- Переможець Юнацького чемпіонату ОФК: 1991
- Володар Кубка націй ОФК: 2000